# Битнер, Вильгельм Вильгельмович
Вильге́льм Вильге́льмович Би́тнер (1865—1921) — российский издатель, редактор, книгопродавец, публицист и популяризатор науки.

## Биография

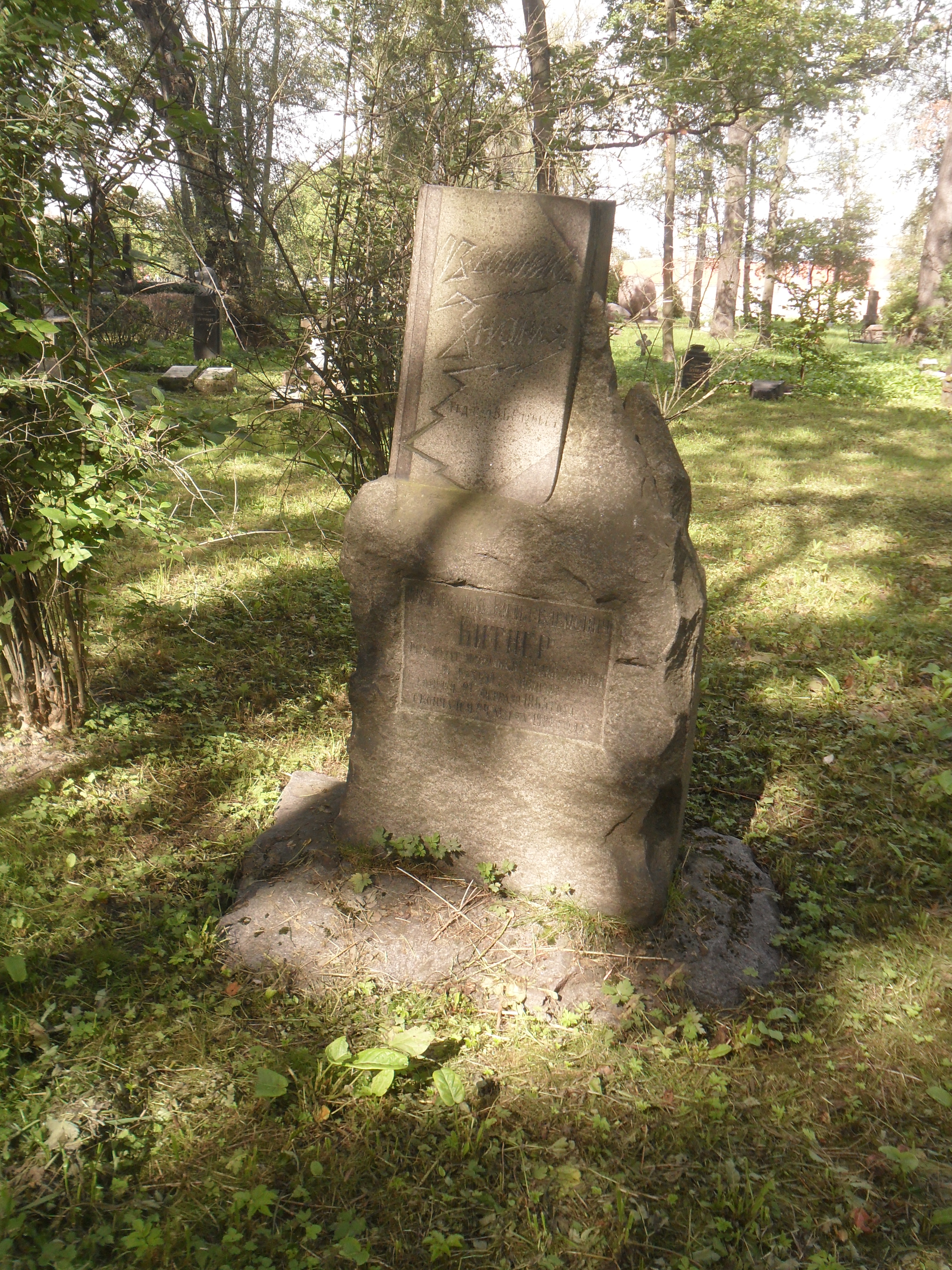
Могила Битнера на Литераторских мостках в Санкт-Петербурге

Родился 21 февраля (5 марта) 1865 года в Ковно. После окончания Псковской военной гимназии, служил в артиллерии в Бобруйске. В это время увлёкся естественными науками, самостоятельно изучал химию, биологию, медицину и метеорологию, и впоследствии «за заслуги по исследованию климата России был утверждён Академией наук корреспондентом Николаевской главной физической обсерватории. Выступил в жанре научной беллетристики. Был постоянным сотрудником журналов «Природа и люди» и «Научное обозрение». Битнер — автор обзора научных достижений XIX века «На рубеже столетий» (1901—1903) (Том 1 и Том 2) .
Причисленный к Министерству земледелия и государственных имуществ, штабс-капитан запаса артиллерии В. В. Битнер 14 января 1902 года обратился в Главное управление по делам печати с прошением об издании в Санкт-Петербурге периодического органа «Народный университет»; 16 августа 1902 года программа журнала с изменённым названием «Вестник знания» была утверждена министром внутренних дел В. К. Плеве. Журнал выпускался с 1903 года с книжными приложениями, выходившими сериями по 12 выпусков в год каждая: «Общедоступный университет», «Энциклопедическая библиотека», «Библиотека систематического знания», «Народный университет», «Библиотека энциклопедического знания» и др. Журнал был популярен в различных читательских группах, стремящихся к самообразованию. В. В. Битнер много сделал для создания содружества «вестникознаньевцев».  В журнале были разделы для ответов на вопросы подписчиков, а также рубрики, в которых публиковались письма о поиске друзей, просьбы о помощи, велись обсуждения актуальных современных вопросов. «Ветки обсуждений» отдельных тем продолжались порой на протяжении года и более. Члены содружества читателей взаимодействовали и в реальной жизни. Их «развиртуализация» проходила благодаря организации лекций, экскурсий и съездов подписчиков. Названия рубрик, примеры писем читателей и оценка современников указывают на уникальность просветительского проекта. Свидетельством уважения и восхищения трудом редактора-издателя может служить портрет В. В. Битнера кисти И. Е. Репина, заказанный подписчиками на десятилетие журнала. Коммерческий успех «Вестника знания» позволил В. В. Битнеру реализовать другие издательские проекты.
Под редакцией В. В. Битнера в 1907—1911 годы вышла «Настольная иллюстрированная энциклопедия».
Корней Чуковский называл Битнера «тёмным просветителем».
Умер в Петрограде 24 марта 1921 года. Похоронен на Литераторских мостках Волковского кладбища.
Ныне издан, составленный В. Битнером «Словарь исторический» — М.: Остожье, 1998 — Т. 1 — 1055 с.; Т. 2 — 1055 с.
Дочь — литературовед Гали Вильгельмовна Ермакова-Битнер (1916—1975), сотрудник Пушкинского Дома.